# Dermota
Dermota je priimek v Sloveniji, ki ga je po podatkih Statističnega urada Republike Slovenije na dan 1. januarja 2010 uporabljalo 91 oseb in je med vsemi priimki po pogostosti uporabe uvrščen na 4.747. mesto.

## Znani nosilci priimka
- Anton Dermota (1910—1989), operni in koncertni tenorist na Dunaju
- Anton Dermota (1876—1914), pravnik, politik, publicist
- Barbara Dermota, kostumografinja
- France Dermota (1914—1988), mornariški častnik (partizanski poročnik)
- Gašper Dermota (1917—1969), tenorist, član Slovenskega okteta
- Hilda von Weyerwald Dermota (Berger) (1912—2013), avstrijska pianistka, žena Antona Dermote
- Jernej Dermota, pevec zabavne glasbe
- Jovita Dermota (*1941), igralka in pevka, hči Antona Dermote
- Leopold Dermota (umetniško ime Leo Cordes) (1912—1992), tenorist
- Lovro Dermota (*1938), farmacevt, gospodarstvenik
- Marjeta Dermota, amaterska slikarka
- Valter Bruno Dermota (1915—1994), salezijanec, teolog, filozof, pedagog